# Brachychiton fitzgeraldianus
Brachychiton fitzgeraldianus är en malvaväxtart som beskrevs av G.P. Guymer. Brachychiton fitzgeraldianus ingår i släktet Brachychiton och familjen malvaväxter. Inga underarter finns listade i Catalogue of Life.